# L'Ampolla
L'Ampolla è un comune spagnolo di 1 995 abitanti situato nella comunità autonoma della Catalogna. Il centro si estende sulla costa mediterranea, non lontano dalle foci dell'Ebro. Appartenente al comune di  el Perelló fino al 1937, indipendente fra il 1937 e il 1939, l'Ampolla tornò a far parte di tale  municipio fino al 1989, quando si rese nuovamente autonoma.
Si è andato sviluppando il turismo balneare che ha indotto il paese a dotarsi di un porto sportivo fra i più attrezzati della regione.